# Margret Bergmann
Margret Bergmann (* 1940 in München, Deutschland) ist eine italienische Schriftstellerin aus Südtirol.

## Leben
Bergmann erlangte einen Studienabschluss in Germanistik. Sie unterrichtete literarische Fächer (Deutsch, Geschichte, Erdkunde) an zwei Mittelschulen in Südtirol (Neumarkt, Bozen).
Während der Unterrichtszeit schrieb sie mehrere Theaterproduktionen, teils eigene Theatertexte, teils Umgestaltungen von Prosatexten zu Theaterstücken mit den Schülern. Für den Rundfunksender Rai Südtirol schrieb sie mehrere Schulfunksendungen.
Zugleich war sie Bibliotheksleiterin in der Schulbibliothek, die schon bald zur kombinierten Schul- und Jugendbibliothek und später zur "Öffentlichen Bibliothek Haslach" wurde, deren Leiterin sie noch über Jahre hinweg blieb.
Seit Ende 2001 engagierte sie sich als Schriftstellerin und Märchenerzählerin, mit dem Ziel, durch ihre Einnahmen am Aufbau einer besseren Zukunft für die Menschen in Afghanistan mitzuwirken. Ihr Märchen- und Sagenschatz umfasst die ganze Welt. Sie erzählt für Erwachsene und Kinder. Durch ihre lebendige, brillante Erzählweise verzaubert sie Jung und Alt und führt sie mitten in das Geschehen hinein.
Bis 2007 bestritt sie sämtliche Kosten für die Mädchenschule in Tabqus (Schulhaus, Lehrpersonen, Bücher etc.) im zentralafghanischen Hochland; im selben Jahr konnte sie durch ihre Benefizveranstaltungen den Bau eines weiteren Schulgebäudes in Tabqus finanzieren.
Noch im selben Jahr trat sie als Volontärin dem Jesuiten-Flüchtlingsdienst JRS in Afghanistan bei sowie dem Onlus-Verein "Südtiroler Ärzte für die Dritte Welt". Dieser Verein ermöglicht es, dass der Gesamterlös von Bergmanns Schaffen dem JRS zufließt. Damit leistete sie einen großen Beitrag zum Erweiterungsbau des Technischen Instituts in Herat.
Im September 2012 erhielt sie das Verdienstkreuz des Landes Tirol für ihren Dienst als Friedensbotschafterin in Afghanistan und für ihre pädagogischen Dienst in Schule und Bibliothek, vor allem in der Spracherziehung und Leseförderung.
Im Februar 2014 konnte sie auf weit über 900 Benefizveranstaltungen für Afghanistan zurückblicken.
Ende 2014 wurde Frau Bergmann zur "Südtirolerin des Jahres" gewählt. Die Jury hatte ihr aufgrund ihrer Verdienste für Afghanistan (u. a. Aufbau der Mädchenschulen) diesen Ehrenpreis zugesprochen.

## Werke
- Vom Waldgeist..., (Erzählungen), 2015, ISBN 978-88-88118-99-4
- Die Liebe erzählt, (Erzählungen), 2011, ISBN 978-88-88118-77-2
- Bis zur letzten Umarmung, (Sachbuch), 2008, ISBN 978-88-88118-59-8
- Pilu, Pilu, dove sei?, (Kinderbuch, ital. Übersetzung), 2008, ISBN 978-88-88118-55-0
- Pilu, wo bist du, Pilu?, (Kinderbuch), 2008, ISBN 978-88-88118-54-3
- Ciao Cometa! (Kinderbuch, ital. Übersetzung), 2005, ISBN 88-88118-24-1
- He du, großer Komet! (Kinderbuch), 2004, ISBN 88-88118-18-7
- Johanna und die Zeit – oder die Geheimnisse der Sonnenuhr (Kinderbuch), 1998, ISBN 88-86097-07-7